# París-Roubaix 2015
La 113.ª edición de la París-Roubaix, fue una clásica ciclista que se disputó el domingo 12 de abril de 2015 sobre un recorrido de 253,5 km entre Compiègne y Roubaix.
En el recorrido se pasó por 27 sectores de pavé, totalizando 52,7 km
Fue el 3.er monumento de la temporada ciclística y formó parte del UCI WorldTour 2015, siendo la décima carrera del calendario de máxima categoría mundial.
La carrera marcó el adiós definitivo del británico Bradley Wiggins con los colores del equipo Sky, quién se centrará de aquí en más en la pista de cara a los Juegos olímpicos de Río de Janeiro 2016.
El ganador fue el alemán John Degenkolb, quien fue el más rápido en un esprín de 7 corredores que llegaron distanciados al velódromo de Roubaix. En segundo lugar entró el checo Zdeněk Štybar y tercero el belga Greg Van Avermaet.
Degenkolb ganó así su segundo monumento de la temporada ya que se había impuesto en la Milán-San Remo 3 semanas antes. Además se transformó en el segundo alemán en ganarla. El anterior había sido Josef Fischer, ganador de la primera edición.

## Equipos participantes
Tomaron parte en la carrera 25 equipos: los 17 UCI ProTeam (al tener asegurada y ser obligatoria su participación), más 8 equipos Profesionales Continentales invitados por la organización. Cada formación estuvo integrada por 8 corredores, formando así un pelotón de 200 ciclistas, de los que finalizaron 133.
| Equipo                            | Cód. UCI | Categoría               |
| --------------------------------- | -------- | ----------------------- |
| AG2R La Mondiale                  | ALM      | UCI ProTeam             |
| Astana Pro Team                   | AST      | UCI ProTeam             |
| BMC Racing Team                   | BMC      | UCI ProTeam             |
| Etixx-Quick Step                  | EQS      | UCI ProTeam             |
| FDJ                               | FDJ      | UCI ProTeam             |
| IAM Cycling                       | IAM      | UCI ProTeam             |
| Team Katusha                      | KAT      | UCI ProTeam             |
| Lampre-Merida                     | LAM      | UCI ProTeam             |
| Lotto-Soudal                      | LTS      | UCI ProTeam             |
| Movistar Team                     | MOV      | UCI ProTeam             |
| Orica GreenEDGE                   | OGE      | UCI ProTeam             |
| Team Sky                          | SKY      | UCI ProTeam             |
| Team Cannondale-Garmin            | TCG      | UCI ProTeam             |
| Tinkoff-Saxo                      | TCS      | UCI ProTeam             |
| Trek Factory Racing               | TFR      | UCI ProTeam             |
| Team Giant-Alpecin                | TGA      | UCI ProTeam             |
| Team Lotto NL-Jumbo               | TLJ      | UCI ProTeam             |
| Bora-Argon 18                     | BOA      | Profesional Continental |
| Bretagne-Séché Environnement      | BSE      | Profesional Continental |
| Cofidis, Solutions Crédits        | COF      | Profesional Continental |
| MTN Qhubeka                       | MTN      | Profesional Continental |
| Team Europcar                     | EUC      | Profesional Continental |
| Topsport Vlaanderen-Baloise       | TSV      | Profesional Continental |
| UnitedHealthcare Pro Cycling Team | UHC      | Profesional Continental |
| Wanty-Groupe Gobert               | WGG      | Profesional Continental |

## Sectores de pavé

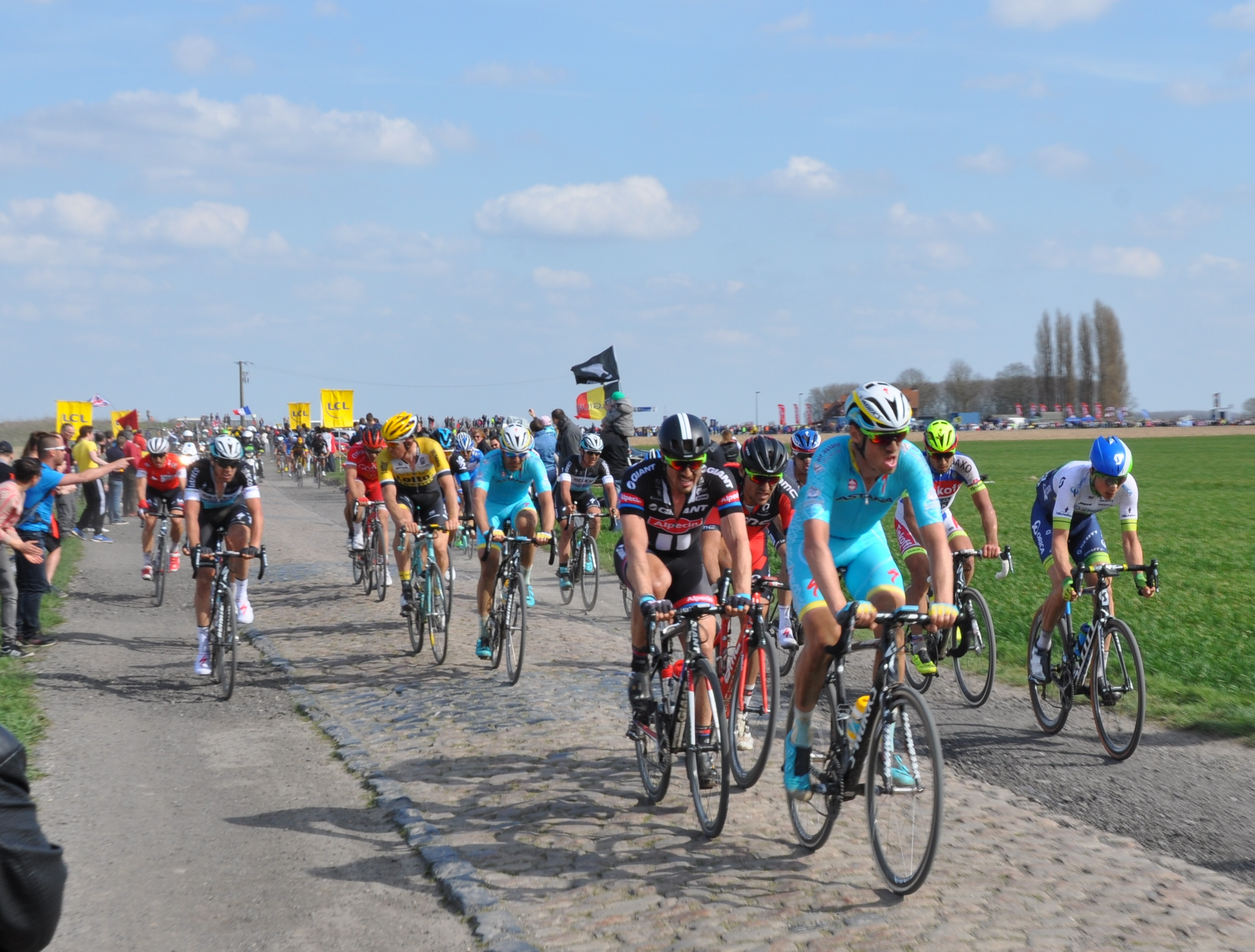
Lars Boom y John Degenkolb al frente del pelotón en el sector de pavé de Gruson.

Estos son los 27 sectores de pavé que debieron transitar, para totalizar los 52,7 km.
| Sector | Kilómetro | Nombre                                  | Longitud (m) | Dificultad        |
| 27     | 98,5      | Troisvilles-Inchy                       | 2200         | * · * · *         |
| 26     | 105       | Viesly-Quiévy                           | 1800         | * · * · *         |
| 25     | 107,5     | Quiévy-Saint-Python                     | 3700         | * · * · * · *     |
| 24     | 112,5     | Saint-Python                            | 1500         | * · *             |
| 23     | 120,5     | Vertain-Saint-Martin-sur-Écaillon       | 2300         | * · * · *         |
| 22     | 127       | Verchain-Maugré-Quérénaing              | 1600         | * · * · *         |
| 21     | 137,5     | Quérénaing-Maing                        | 2500         | * · * · *         |
| 20     | 141       | Maing-Monchaux-sur-Écaillon             | 1600         | * · * · *         |
| 19     | 154       | Haveluy-Wallers                         | 2500         | * · * · * · *     |
| 18     | 162       | Trouée d'Arenberg                       | 2400         | * · * · * · * · * |
| 17     | 168       | Wallers-Hélesmes                        | 1600         | * · * · *         |
| 16     | 175       | Hornaing-Wandignies-Hamage              | 3700         | * · * · * · *     |
| 15     | 182,5     | Warlaing-Brillon                        | 2400         | * · * · *         |
| 14     | 186       | Tilloy-lez-Marchiennes-Sars-et-Rosières | 2400         | * · * · * · *     |
| 13     | 192,5     | Beuvry-la-Forêt-Orchies                 | 1400         | * · * · *         |
| 12     | 197,5     | Orchies                                 | 1700         | * · * · *         |
| 11     | 203,5     | Auchy-lez-Orchies-Bersée                | 2700         | * · * · * · *     |
| 10     | 209       | Mons-en-Pévèle                          | 3000         | * · * · * · * · * |
| 9      | 215       | Mérignies-Avelin                        | 700          | * · *             |
| 8      | 218       | Pont-Thibaut-Ennevelin                  | 1400         | * · * · *         |
| 7      | 224,5     | Moulin-de-Vertain                       | 500          | * · *             |
| 6-2    | 231       | Cysoing-Bourghelles                     | 1300         | * · * · * · *     |
| 6-1    | 233,5     | Bourghelles-Wannehain                   | 1100         | * · * · *         |
| 5      | 238       | Camphin-en-Pévèle                       | 1800         | * · * · * · *     |
| 4      | 240,5     | Carrefour de l'Arbre                    | 2100         | * · * · * · * · * |
| 3      | 243       | Gruson                                  | 1100         | * · *             |
| 2      | 249,5     | Willems-Hem                             | 1400         | * · *             |
| 1      | 256,5     | Roubaix                                 | 300          | *                 |
| Total  | Total     | Total                                   | 52.700 m     | 52.700 m          |

## UCI World Tour
La París-Roubaix otorgó puntos para el UCI WorldTour 2015, solamente para corredores de equipos UCI ProTeam. La siguiente tabla corresponde al baremo de puntuación:
| Posición   | 1º  | 2º | 3º | 4º | 5º | 6º | 7º | 8º | 9º | 10º |
| Puntuación | 100 | 80 | 70 | 60 | 50 | 40 | 30 | 20 | 10 | 4   |

## Clasificación final
| Posición | Ciclista           | Equipo           | Tiempo          | Puntos UCI |
| -------- | ------------------ | ---------------- | --------------- | ---------- |
| 1.º      | John Degenkolb     | Giant-Alpecin    | 5 h 49 min 51 s | 100        |
| 2.º      | Zdeněk Štybar      | Etixx-Quick Step | m.t.            | 80         |
| 3.º      | Greg Van Avermaet  | BMC              | m.t.            | 70         |
| 4.º      | Lars Boom          | Astana           | m.t.            | 60         |
| 5.º      | Martin Elmiger     | IAM              | m.t.            | 50         |
| 6.º      | Jens Keukeleire    | Orica GreenEDGE  | m.t.            | 40         |
| 7.º      | Yves Lampaert      | Etixx-Quick Step | a 7 s           | 30         |
| 8.º      | Luke Rowe          | Sky              | a 28 s          | 30         |
| 9.º      | Jens Debusschere   | Lotto-Soudal     | a 29 s          | 10         |
| 10.º     | Alexander Kristoff | Katusha          | a 31 s          | 4          |

| 11.º | Sep Vanmarcke       | Lotto NL-Jumbo      | a 31 s |
| 12.º | Bert De Backer      | Giant-Alpecin       | m.t.   |
| 13.º | Aleksejs Saramotins | IAM Cycling         | m.t.   |
| 14.º | Borut Božič         | Astana              | m.t.   |
| 15.º | Niki Terpstra       | Etixx-Quick Step    | m.t.   |
| 16.º | Andreas Schillinger | Bora-Argon 18       | m.t.   |
| 17.º | Florian Sénéchal    | Cofidis             | m.t.   |
| 18.º | Bradley Wiggins     | Sky                 | m.t.   |
| 19.º | Björn Leukemans     | Wanty-Groupe Gobert | m.t.   |
| 20.º | Grégory Rast        | Trek Factory Racing | m.t.   |